# Rey Manaj
Rey Aldo Manaj, né le 24 février 1997 à Lushnjë, est un footballeur international albanais. Il joue comme attaquant au Sharjah FC.

## Carrière

### En club
Manaj naît en Albanie en 1997 avant de déménager en Italie avec ses parents. Il arrive à 11 ans dans le club de football de Plaisance. En 2012, à 15 ans, il rejoint l'US Cremonese, d'où il est prêté en 2013 à la Sampdoria. Il joue dans sa catégorie d'âge et fait quelques apparitions en Primavera (l'équipe des moins de 21 ans), sous la direction d'Enrico Chiesa. 
La Sampdoria ne lève pas l'option d'achat dont elle disposait jusqu'en juin 2015, et ne parvient pas ensuite à s'accorder avec les dirigeants de Cremonese.
À son retour de prêt, Manaj fait ses débuts en équipe première avec Cremonese le 7 septembre 2014, à 17 ans, face à Mantoue, en troisième division. Il joue dans la saison 22 matchs et marque deux buts en championnat.
Après de nombreuses spéculations sur son avenir, Manaj est transféré à l'Inter de Milan en juillet 2015 pour un montant de d'environ un million d'euros. Il signe un contrat de cinq ans. Auteur de performances remarquées lors des matchs préparatoires, il fait ses débuts avec l'Inter le 23 août 2015, lors de la première journée de championnat, contre l'Atalanta.
Le 1er juillet 2018, Rey Manaj est prêté par l'Inter Milan au club espagnol d'Albacete pour une saison,.
Le 20 janvier 2020, Manaj signe au FC Barcelone B jusqu'en 2023 pour la somme de 700 000 euros. Sa clause libératoire est fixée à 50 millions d'euros.
Le 31 août 2021, il est prêté au Spezia Calcio.

### International
Manaj débute en équipe d'Albanie des moins de 19 ans, sous la direction d'Altin Lala, lors des matchs qualificatifs pour l'Euro 2015, contre le Danemark, le 12 novembre 2014.
Manaj est appelé avec la sélection espoirs en 2015, à l'occasion des éliminatoires de l'Euro 2017. Il marque contre le Liechtenstein en mars.
Manaj déclare vouloir jouer pour l'Albanie avec les seniors. En novembre 2015, à 18 ans, il joue ses deux premiers matchs avec les A, contre le Kosovo, face auquel il marque son premier but, puis contre la Géorgie,.
Il est retenu dans la liste des 26 joueurs albanais du sélectionneur Sylvinho pour participer à l'Euro 2024.

## Statistiques

### Statistiques en club
| Saison                | Club                     | Championnat           | Championnat | Championnat | Coupe(s) nationale(s) | Coupe(s) nationale(s) | Compétition(s) continentale(s) | Compétition(s) continentale(s) | Compétition(s) continentale(s) | Autre(s) compétition(s) | Autre(s) compétition(s) | Albanie | Albanie | Total | Total |
| Saison                | Club                     | Division              | M.          | B.          | M.                    | B.                    | Comp.                          | M.                             | B.                             | M.                      | B.                      | M.      | B.      | M.    | B.    |
| 2014-2015             | US Cremonese             | Lega Pro              | 22          | 2           | 3                     | 0                     | -                              | -                              | -                              | 1                       | 0                       | -       | -       | 26    | 2     |
| Sous-total            | Sous-total               | Sous-total            | 22          | 2           | 3                     | 0                     | -                              | 0                              | 0                              | 1                       | 0                       | 0       | 0       | 26    | 2     |
| 2015-2016             | Inter Milan              | Serie A               | 4           | 0           | 2                     | 0                     | -                              | -                              | -                              | -                       | -                       | 1       | 0       | 7     | 0     |
| Sous-total            | Sous-total               | Sous-total            | 4           | 0           | 2                     | 0                     | -                              | 0                              | 0                              | 0                       | 0                       | 1       | 0       | 7     | 0     |
| 2016-2017             | Delfino Pescara (prêt)   | Serie A               | 12          | 2           | 1                     | 0                     | -                              | -                              | -                              | -                       | -                       | 1       | 0       | 14    | 2     |
| 2016-2017             | AC Pisa (prêt)           | Serie B               | 17          | 2           | -                     | -                     | -                              | -                              | -                              | -                       | -                       | -       | -       | 17    | 2     |
| 2017-2018             | Grenade CF (prêt)        | LaLiga 2              | 19          | 1           | -                     | -                     | -                              | -                              | -                              | -                       | -                       | 2       | 0       | 21    | 1     |
| Sous-total            | Sous-total               | Sous-total            | 48          | 5           | 1                     | 0                     | -                              | 0                              | 0                              | 0                       | 0                       | 3       | 0       | 52    | 5     |
| 2018-2019             | Albacete Balompié (prêt) | LaLiga 2              | 27          | 6           | 1                     | 1                     | -                              | -                              | -                              | 2                       | 0                       | 3       | 0       | 33    | 7     |
| 2019-2020             | Albacete Balompié        | LaLiga 2              | 10          | 3           | 1                     | 0                     | -                              | -                              | -                              | -                       | -                       | 5       | 2       | 16    | 5     |
| Sous-total            | Sous-total               | Sous-total            | 37          | 9           | 2                     | 1                     | -                              | 0                              | 0                              | 2                       | 0                       | 8       | 2       | 49    | 12    |
| 2019-2020             | FC Barcelone B           | Segunda División B    | 6           | 1           | -                     | -                     | -                              | -                              | -                              | 3                       | 1                       | -       | -       | 9     | 2     |
| 2020-2021             | FC Barcelone B           | Segunda División B    | 15          | 8           | -                     | -                     | -                              | -                              | -                              | 7                       | 6                       | 12      | 3       | 34    | 17    |
| Sous-total            | Sous-total               | Sous-total            | 21          | 9           | 0                     | 0                     | -                              | 0                              | 0                              | 10                      | 7                       | 12      | 3       | 43    | 19    |
| 2021-2022             | Spezia Calcio            | Serie A               | 30          | 5           | -                     | -                     | -                              | -                              | -                              | -                       | -                       | 6       | 1       | 36    | 6     |
| Sous-total            | Sous-total               | Sous-total            | 30          | 5           | 0                     | 0                     | -                              | 0                              | 0                              | 0                       | 0                       | 6       | 1       | 36    | 6     |
| 2022-2023             | Watford FC               | Championship          | 6           | 0           | 1                     | 0                     | -                              | -                              | -                              | -                       | -                       | -       | -       | 7     | 0     |
| Sous-total            | Sous-total               | Sous-total            | 6           | 0           | 1                     | 0                     | -                              | 0                              | 0                              | 0                       | 0                       | 0       | 0       | 7     | 0     |
| 2023-2024             | Sivasspor                | Süper Lig             | 33          | 18          | 3                     | 4                     | -                              | -                              | -                              | -                       | -                       | 6       | 1       | 42    | 23    |
| 2024-2025             | Sivasspor                | Süper Lig             | 12          | 4           | -                     | -                     | -                              | -                              | -                              | -                       | -                       | 2       | 0       | 14    | 4     |
| Sous-total            | Sous-total               | Sous-total            | 45          | 22          | 3                     | 4                     | -                              | 0                              | 0                              | 0                       | 0                       | 8       | 1       | 56    | 27    |
| Total sur la carrière | Total sur la carrière    | Total sur la carrière | 203         | 52          | 12                    | 5                     | -                              | 0                              | 0                              | 13                      | 7                       | 38      | 7       | 266   | 71    |

### Matchs internationaux
Ce tableau présente les buts inscrits par Rey Manaj lors de matchs internationaux :
| Équipe  | Sélection | But   | Date             | Domicile              | Résultat | Exterieur         | Compétition                          |
| ------- | --------- | ----- | ---------------- | --------------------- | -------- | ----------------- | ------------------------------------ |
| Espoirs | 1re       | 1er   | 28 mars 2015     | Liechtenstein espoirs | 0-2      | Albanie espoirs   | Éliminatoires de l'Euro espoirs 2017 |
| Espoirs | 3e        | 2e    | 13 octobre 2015  | Hongrie espoirs       | 2-2      | Albanie espoirs   | Éliminatoires de l'Euro espoirs 2017 |
| A       | 1re       | 1er   | 13 novembre 2015 | Kosovo                | 2-2      | Albanie           | Match amical                         |
| Espoirs | 5e        | 3e    | 28 mars 2016     | Albanie espoirs       | 2-1      | Hongrie espoirs   | Éliminatoires de l'Euro espoirs 2017 |
| Espoirs | 8e        | 4e-5e | 23 mars 2018     | Albanie espoirs       | 2-3      | Slovaquie espoirs | Éliminatoires de l'Euro espoirs 2019 |
| Espoirs | 9e        | 6e    | 27 mars 2018     | Slovaquie espoirs     | 4-1      | Albanie espoirs   | Éliminatoires de l'Euro espoirs 2019 |